# Cá mú vàng hai sọc đen
Cá mú vàng hai sọc đen, tên khoa học Diploprion bifasciatum, là một loài cá trong họ Serranidae. Chúng có thể đạt chiều dài đến 25 xentimét (9,8 in).